# Фрик, Дениз
Дениз Фрик (англ. Denise Frick; род. 26 ноября 1980) — южноафриканская шахматистка, международный мастер среди женщин (2004).

## Биография
В 2003 году стала мастером ФИДЕ среди женщин, а в 2004 году получила звание международного мастера среди женщин. Нормы для обоих званий выполнила на зональных турнирах Африки. В 2005 году в Кейптауне победила на чемпионате Южно-Африканской Республики по шахматам среди женщин, а в Лусаке завоевала бронзовую медаль на индивидуальном чемпионате Африки по шахматам среди женщин. В 2011 году второй раз стала медалисткой чемпионата Африки по шахматам среди женщин, завоевав в Мапуту бронзовую медаль. В 2012 году в Ханты-Мансийске дебютировала на чемпионате мира по шахматам среди женщин, где в первом туре проиграла Хампи Конеру. В 2014 году в Виндхуке победила на зональном турнире Африки.
Представляла Южно-Африканскую Республику на шести шахматных олимпиадах (2000, 2004-2006, 2012-2016) и на командном чемпионате мира по шахматам в 2011 году. Три раза участвовала в командном турнире по шахматам среди женщин в Африканских играх (2003-2011), где в командном зачете завоевала две серебряные (2003, 2007) и бронзовую (2011) медаль, а в индивидуальном зачете завоевала серебряную (2011) медаль.
Психолог по образованию. В своей работе на соискание ученой степени магистра касалась использования шахмат в качестве терапевтического инструмента для оказания помощи в лечении злоупотребления психоактивными веществами.